# フィリピンの大統領
フィリピンの大統領（フィリピンのだいとうりょう、英語: President of the Philippines, フィリピン語: Pangulo ng Pilipinas）は、フィリピン共和国の元首であり行政府の長たる大統領。

## 概要

### 選出
国民の直接選挙によって選ばれ、任期はフィリピン共和国憲法の規定により1期6年であり、多選は出来無い（なお、大統領を補佐する「フィリピン共和国副大統領」も国民の直接選挙により選ばれる）。立候補の条件として、出生がフィリピンであり、40歳以上と制定されている。

### 権限
フィリピン軍の最高司令官を務める。他に国会で承認された法案の拒否権、恩赦の権利（国会議員の過半数の賛成が必要）、全閣僚及び最高裁判所長官の任命権など強大な権限が与えられている。

## 大統領の一覧
| ビアクナバト共和国 (1897)        |                                                      |                              |                                          |                               |                                 |              |                   |                          |                              |
| 代                               | 大統領                                               | 大統領                       | 所属政党                                 | 期                            | 在任期間                        | 在任期間     | 備考              |                          |                              |
| 001                              | エミリオ・アギナルド Emilio Aguinaldo                |                              | カティプナン （KKK）                     | 1                             | 1897年11月2日 - 1897年12月27日  | 55日         | 大統領職廃止      |                          |                              |
| 00－                             | （スペイン帝国による統治）                           | （スペイン帝国による統治）   | （スペイン帝国による統治）               | －                            | 1897年12月27日 - 1899年1月23日  | 1年 + 27日   |                   |                          |                              |
| マロロス共和国 (1899-1935)       |                                                      |                              |                                          |                               |                                 |              |                   |                          |                              |
| 第一共和政 (1899-1935)           |                                                      |                              |                                          |                               |                                 |              |                   |                          |                              |
| 代                               | 大統領                                               | 大統領                       | 所属政党                                 | 期                            | 在任期間                        | 在任期間     | 備考              |                          |                              |
| 0(1)                             | エミリオ・アギナルド Emilio Aguinaldo                |                              | 無所属                                   | 1                             | 1899年1月23日 - 1901年3月23日   | 2年 + 59日   | 大統領職廃止      |                          |                              |
| 00－                             | （アメリカ合衆国による統治）                         | （アメリカ合衆国による統治） | （アメリカ合衆国による統治）             | －                            | 1901年3月23日 - 1935年11月15日  | 34年 + 237日 |                   |                          |                              |
| フィリピン自治領政府 (1941-1946) |                                                      |                              |                                          |                               |                                 |              |                   |                          |                              |
| 代                               | 大統領                                               | 大統領                       | 所属政党                                 | 期                            | 在任期間                        | 在任期間     | 備考              | 副大統領                 | 副大統領                     |
| 002                              | マニュエル・ケソン Manuel L. Quezon                  |                              | 国民党 （NP）                            | 1                             | 1935年11月15日 - 1941年         | 8年 + 260日  |                   |                          | セルヒオ・オスメニャ         |
| 002                              | マニュエル・ケソン Manuel L. Quezon                  | 2                            | 国民党 （NP）                            | 1941年 - 1944年8月1日         | 在任中に死去                    | 8年 + 260日  |                   |                          | セルヒオ・オスメニャ         |
| 004                              | セルヒオ・オスメニャ Sergio Osmeña                   |                              | 国民党 （NP）                            | 3                             | 1944年8月1日 - 1946年5月28日    | 1年 + 300日  | 昇格 （副大統領） |                          | （欠員）                     |
| 005                              | マニュエル・ロハス Manuel Roxas                      |                              | 自由党 （LP）                            | 4                             | 1946年5月28日 - 1946年7月4日    | 37日         |                   |                          | エルピディオ・キリノ         |
| フィリピン共和国 (1943-現在)     |                                                      |                              |                                          |                               |                                 |              |                   |                          |                              |
| 第二共和政 (1943-1945)           |                                                      |                              |                                          |                               |                                 |              |                   |                          |                              |
| 代                               | 大統領                                               | 大統領                       | 所属政党                                 | 期                            | 在任期間                        | 在任期間     | 備考              |                          |                              |
| 003                              | ホセ・ラウレル Jose P. Laurel                        |                              | カリバピ （KALIBAPI）                    | 1                             | 1943年10月14日 - 1945年8月17日  | 1年 + 307日  |                   |                          |                              |
| 第三共和政 (1946-現在)           |                                                      |                              |                                          |                               |                                 |              |                   |                          |                              |
| 代                               | 大統領                                               | 大統領                       | 所属政党                                 | 期                            | 在任期間                        | 在任期間     | 備考              | 副大統領                 | 副大統領                     |
| 0(5)                             | マニュエル・ロハス Manuel Roxas                      |                              | 自由党 （LP）                            | 1                             | 1946年7月4日 - 1948年4月15日    | 1年 + 286日  | 在任中に死去      |                          | エルピディオ・キリノ         |
| 006                              | エルピディオ・キリノ Elpidio Quirino                 |                              | 自由党 （LP）                            | 1                             | 1948年4月15日 - 1949年          | 5年 + 259日  | 昇格 （副大統領） |                          | （欠員）                     |
| 006                              | エルピディオ・キリノ Elpidio Quirino                 | 2                            | 自由党 （LP）                            | 1949年 - 1953年12月30日       |                                 | 5年 + 259日  |                   | フェルナンド・ロペス     |                              |
| 007                              | ラモン・マグサイサイ Ramon Magsaysay                 |                              | 国民党 （NP）                            | 3                             | 1953年12月30日 - 1957年3月17日  | 3年 + 77日   | 在任中に死去      |                          | カルロス・ガルシア           |
| 008                              | カルロス・ガルシア Carlos P. Garcia                  |                              | 国民党 （NP）                            | 3                             | 1957年3月17日 - 1961年12月30日  | 4年 + 288日  | 昇格 （副大統領） |                          | （欠員）                     |
| 008                              | カルロス・ガルシア Carlos P. Garcia                  | 4                            | 国民党 （NP）                            |                               | 1957年3月17日 - 1961年12月30日  | 4年 + 288日  |                   | ディオスダド・マカパガル |                              |
| 009                              | ディオスダド・マカパガル Diosdado Macapagal          |                              | 自由党 （LP）                            | 5                             | 1961年12月30日 - 1965年12月30日 | 4年 + 0日    |                   |                          | エマヌエル・ペラエス         |
| 010                              | フェルディナンド・マルコス Ferdinand Marcos          |                              | 国民党 （NO）                            | 6                             | 1965年12月30日 - 1969年         | 20年 + 58日  |                   |                          | フェルナンド・ロペス         |
| 010                              | フェルディナンド・マルコス Ferdinand Marcos          | 7                            | 国民党 （NO）                            | 1969年 - 1978年2月            |                                 | 20年 + 58日  |                   | （廃止）                 |                              |
| (10)                             | フェルディナンド・マルコス Ferdinand Marcos          | 7                            | 新社会運動 （KBL）                       | 1978年2月 - 1981年            | 新党結成                        | 20年 + 58日  |                   | （廃止）                 |                              |
| (10)                             | フェルディナンド・マルコス Ferdinand Marcos          | 8                            | 新社会運動 （KBL）                       | 1981年 - 1986年2月26日        |                                 | 20年 + 58日  |                   | （欠員）                 |                              |
| 011                              | コラソン・アキノ Corazon Aquino                      |                              | 統一国民党民主組織 （UNIDO）             | 9                             | 1986年2月25日 - 1992年6月30日   | 6年 + 126日  |                   |                          | サルバドール・ラウレル       |
| 012                              | フィデル・ラモス Fidel V. Ramos                      |                              | ラカス （Lakas）                         | 10                            | 1992年6月30日 - 1998年6月30日   | 6年 + 0日    |                   |                          | ジョセフ・エストラダ         |
| 013                              | ジョセフ・エストラダ Joseph Estrada                  |                              | ラバン （LMMP）                          | 11                            | 1998年6月30日 - 2001年1月20日   | 2年 + 204日  | 任期満了前に解任  |                          | グロリア・マカパガル・アロヨ |
| 014                              | グロリア・マカパガル・アロヨ Gloria Macapagal Arroyo |                              | ラカス （Lakas）                         | 11                            | 2001年1月20日 - 2004年6月30日   | 9年 + 161日  | 昇格 （副大統領） |                          | （欠員）                     |
| 014                              | グロリア・マカパガル・アロヨ Gloria Macapagal Arroyo | テオフィスト・ギンゴナ       | ラカス （Lakas）                         | 11                            | 2001年1月20日 - 2004年6月30日   | 9年 + 161日  | 昇格 （副大統領） |                          |                              |
| 014                              | グロリア・マカパガル・アロヨ Gloria Macapagal Arroyo | 12                           | ラカス （Lakas）                         | 2004年6月30日 - 2010年6月29日 | 再選特例                        | 9年 + 161日  |                   | ノリ・デ・カストロ       |                              |
| 015                              | ベニグノ・アキノ3世 Benigno Aquino III               |                              | 自由党 （LP）                            | 13                            | 2010年6月30日 - 2016年6月30日   | 6年 + 0日    |                   |                          | ジェジョマール・ビナイ       |
| 016                              | ロドリゴ・ドゥテルテ Rodrigo Duterte                 |                              | フィリピン民主党・国民の力 （PDP–Laban） | 14                            | 2016年6月30日 - 2022年6月30日   | 6年 + 0日    |                   |                          | レニー・ロブレド             |
| 017                              | ボンボン・マルコス Bongbong Marcos                   |                              | フィリピン連邦党 （PFP）                 | 15                            | 2022年6月30日 - （現職）        | 3年 + 9日    |                   |                          | サラ・ドゥテルテ             |